# Ars subtilior
Ars subtilior (łac. subtilis - subtelny, delikatny) - wyszukany styl muzyki czternastowiecznej (późne ars nova) świeckiego pochodzenia, występujący w południowej Francji, Włoszech i na Cyprze.

## Etymologia
Termin użyty przez Urszulę Günter, a zapożyczony z traktatu Tractatus da diveris figuris Philippusa da Caserta odnośnie do kompozytorów modyfikujących styl motetów z charakterystycznego dla ars nova do stylu wczesnych chanson.

## Charakterystyka stylu
Spójność tonalna, motywiczna, niezależność kontrapunktowa kontratenoru, powtarzalność wzorów, skomplikowanie rytmiczne (triole, duole, synkopy, rozdrobnienie wartości rytmicznych), manieryczna notacja.

## Przedstawiciele
- Antonello da Caserta
- Philippus da Caserta
- Johannes Ciconia
- Baude Cordier
- Martinus Fabri
- Paolo da Firenze
- Matteo da Perugia
- Jacob Senleches
- Solage
- Antonio Zacara da Teramo